# Postav
Postav je stará česká jednotka délky užívaná již ve středověku pro měření délky sukna.

## Hodnoty
- alternativně jeden postav = 30 loktů = 17,74 metru
- alternativně jeden postav = 39 loktů = 23 metrů

## Použitý zdroj
- Malý slovník jednotek měření, vydalo nakladatelství Mladá fronta v roce 1982, katalogové číslo 23-065-82